# Escut de Guadasséquies
L'escut de Guadasséquies és un símbol representatiu de Guadasséquies, municipi del País Valencià, a la comarca de la Vall d'Albaida. L'escut oficial té el següent blasonament:
| « | Escut quadrilong de punta redona. Truncat. Al primer, d'argent, quatre ones d'atzur, carregades d'un pomell de raïm de gules, amb pàmpol i sarment de sinople. Al segon, d'argent, una ala d'ànec de gules; en cap, d'or, quatre pals de gules. Al timbre, corona reial oberta, tradicional al Regne de València. | » |

## Història
L'actual escut oficial de Guadasséquies va ser aprovat per Resolució de 22 de novembre de 2016 de la Presidència de la Generalitat, publicada al DOGV núm. 7930 de 2 de desembre del mateix any. Esta resolució modificava el que fins llavors era l'escut de Guadasséquies, aprovat pel Decret 2362/1963, de 10 d'agost, amb la següent descripció:
| « | Escut truncat. Primer, d'or, planta de fenoll, de sinople; segon, d'atzur, lis d'or (que és Fenollet); segon, partit, d'or, quatre pals de gules, i segon, d'argent, mig vol de gules (que és Sanç de la Llosa). Al timbre, corona de marqués. | » |

La primera partició representa un pomell de raïm, símbol sigil·logràfic més antic del poble, junt amb unes ones que al·ludeixen al riu de Guadassécar, nom antic de l'Albaida que donà nom a la població. Al segon quarter es representen les armes dels Sanç de la Llosa.
Des del 2011 i fins al 2015 l'ajuntament feia servir un tercer escut, que a més dels elements actuals incorporava les armes dels Ferrer (de gules tres bandes geminades d'or).